# حمیدآباد (رفسنجان)
حمیدآباد یک روستا در ایران است که در بخش مرکزی شهرستان رفسنجان واقع شده‌است. حمیدآباد ۲٬۰۸۷ نفر جمعیت دارد.
درباره حمیدآباد 
قدمت حمیدآباد به دوره قاجاریه و حدود ۱۷۰ سال پیش یا بیشتر از آن برمی‌گردد.  
فاصله این روستا از مرکز شهر رفسنجان هشت کیلومتر است و از روستاهای حومه شرقی رفسنجان می‌باشد.   
حاج‌آقاعلی آقامحمدصالح قنات حمیدآباد را احداث و به بهره برداری رسانده است. ایشان قنات‌های زیادی را آباد کرده بود.
روستاهای قدیم ملک ارباب بوده و رعیت‌ها برای ارباب کار می‌کرده‌اند. ارباب هم حقوق و مسکن برای آن‌ها فراهم می‌کرده. ارباب یا در روستا ساکن بوده یا در محلی دیگر زندگی می‌کرده. به روستاهایی که ارباب ساکن آن بوده روستای ارباب‌نشین می‌گفته‌اند.
حمیدآباد یکی از روستاهای ارباب‌نشین بوده و حاج‌آقاعلی محمدصالح که ارباب بوده در آن ساکن بوده است.  